# Gérard Buhr
Pour les articles homonymes, voir Buhr.
Gérard Buhr, né le 8 mai 1928 à Strasbourg et mort le 8 janvier 1988 à Paris 14e, est un acteur français. Il est également scénariste pour la télévision et auteur de plusieurs romans noirs sous le pseudonyme de Victor Harter.

## Biographie
Réfugié avec sa famille près de Cannes en 1940, il y rencontre Gérard Philipe qui aura une influence décisive sur sa carrière.
Habitué des seconds rôles, il se fait remarquer dans Fanfan la Tulipe, où il retrouve Gérard Philipe, et Mémoires d'un flic, avec Michel Simon, avant que son rôle de souteneur dans Bob le flambeur de Jean-Pierre Melville lui vaille les bonnes notes de la critique. En 1954, il crée la pièce d'André Malraux, La Condition humaine, tirée du roman éponyme. Il partage l'affiche avec Curd Jürgens dans Michel Strogoff en 1956 et semble alors une étoile montante du cinéma européen grâce à sa maîtrise du français, de l'allemand et de l'anglais et un physique à la Kirk Douglas, tel que le décrit Cinémonde dans un article d'époque.
Mais la super-production Normandie-Niémen ne connaît pas le succès escompté et Gérard Buhr se retrouve à jouer les seconds rôles dans Le cave se rebiffe, Léon Morin prêtre, où il retrouve Jean-Pierre Melville, et le mythique Monocle noir, avec Paul Meurisse.
C'est ensuite au théâtre que son destin de comédien le reconduit où il joue les Six hommes en question de Robert Hossein et Frédéric Dard en 1963.
En 1965, sous le pseudonyme de Victor Harter, il publie au Fleuve noir son premier roman d'espionnage, dont le héros, nommé Turpin, amateur de jolies femmes et de maserati, lui ressemble étrangement. Il donne une dizaine de titres à cette série et signe également des romans noirs. Sous ce pseudonyme, il rédige également des scénarios comme celui de la série Ton amour et ma jeunesse
En 1966, il joue le rôle de Claus von Stauffenberg dans La Nuit des généraux, avec Peter O'Toole et Omar Sharif, rôle qui sera repris par Tom Cruise dans Walkyrie en 2008. Sa carrière semble prendre un deuxième souffle en 1967, quand il devient le partenaire de Marlon Brando dans La Nuit du lendemain. En 1969, c'est Le Clan des Siciliens, aux côtés de Jean Gabin, Alain Delon et Lino Ventura. Mais l'élan se brise, et hormis Chacal de Fred Zinnemann en 1972, il restera cantonné dans des rôles mineurs jusqu'à la fin de sa vie.
Le petit écran lui offre une fin de carrière, sinon brillante, néanmoins fructueuse, en tant que scénariste pour la société de production TélFrance, dirigée par Michel Canello. Citons Ton Amour et ma jeunesse, Pont dormant et Le Pèlerinage (adaptation de son propre roman Choucroute au sang), mais également en tant qu'acteur dans la série Châteauvallon en 1985.
Il meurt en 1988 à son domicile parisien d'une rupture d'anévrisme à l'âge de 59 ans. Il avait épousé en 1963 Patricia Karim, jeune artiste dramatique belge née à Spa en 1935 ; ils ont eu deux enfants : Frederick, né en 1963 à Paris, et Delphine née en 1966 à Enghien-les-Bains.

## Filmographie

### Cinéma
- 1950 : Atoll K de Léo Joannon : une sentinelle
- 1950 : Quai de Grenelle d'Emil-Edwin Reinert : un journaliste du Paris-Éclair
- 1950 : Fusillé à l'aube d'André Haguet
- 1950 : Méfiez-vous des blondes d'André Hunebelle : un journaliste
- 1950 : L'Amant de paille de Gilles Grangier : un employé de Gaston
- 1950 : Maître après Dieu de Louis Daquin : un officier allemand
- 1950 : Les miracles n'ont lieu qu'une fois d'Yves Allégret
- 1950 : Ombre et lumière d'Henri Calef
- 1950 : Les Petites Cardinal de Gilles Grangier
- 1950 : Le Passe-Muraille de Jean Boyer : le vendeur de journaux
- 1951 : Les Mains sales de Fernand Rivers et Simone Berriau : Presder
- 1951 : Identité judiciaire d'Hervé Bromberger
- 1951 : Le Cap de l'Espérance de Raymond Bernard : un habitué de bar
- 1951 : Nous irons à Monte-Carlo de Jean Boyer
- 1951 : Jocelyn de Jacques de Casembroot
- 1952 : Fanfan la Tulipe de Christian-Jaque : un soldat
- 1952 : Les Amants de minuit de Roger Richebé
- 1952 : Le Chemin de Damas de Max Glass
- 1952 : Suivez cet homme de Georges Lampin : le jeune au flipper
- 1952 : Mon mari est merveilleux d'André Hunebelle
- 1952 : Destinées (sketch : Jeanne) de Jean Delannoy : Kennedy
- 1953 : La Dame aux camélias de Raymond Bernard
- 1953 : Madame de... d'Anatole Litvak : le douanier
- 1953 : Un acte d'amour (Act of love) d'Anatole Litvak
- 1953 : Alerte au Sud de Jean Devaivre : Bernis
- 1953 : La rafle est pour ce soir de Maurice Dekobra
- 1953 : Le Chevalier de la nuit de Robert Darène : un policier
- 1954 : Le Grand Jeu de Robert Siodmak : un légionnaire
- 1954 : La Rage au corps de Ralph Habib : Paul, l'ouvrier polonais
- 1954 : Votre dévoué Blake de Jean Laviron
- 1954 : Les Gaîtés de l'escadron (L'allegro squadrone) de Paolo Moffa : Defaulter
- 1954 : Bonnes à tuer d'Henri Decoin : William Jordan
- 1955 : Mémoires d'un flic de Pierre Foucaud : Gérard
- 1955 : Bob le flambeur de Jean-Pierre Melville : Marc
- 1955 : La Main au collet (To Catch a Thief) d'Alfred Hitchcock : un inspecteur
- 1956 : Elena et les Hommes de Jean Renoir : un soldat
- 1956 : Alerte au Deuxième Bureau de Jean Stelli : Bettini
- 1956 : Michel Strogoff de Carmine Gallone : Henry Blount
- 1956 : Porte des Lilas de René Clair : un inspecteur
- 1957 : Deuxième Bureau contre inconnu de Jean Stelli : Yerco
- 1958 : Le Dos au mur d'Édouard Molinaro : Mario
- 1958 : Moi et le colonel (Me and the Colonel) de Peter Glenville : un capitaine allemand
- 1958 : Une balle dans le canon de Charles Gérard et Michel Deville : Alberto
- 1960 : Normandie-Niémen de Jean Dréville et Damir Viatich Berejnykh : le capitaine Le Liron
- 1960 : La Corde raide de Jean-Charles Dudrumet : Henri, l'amant
- 1960 : Pleins Feux sur l'assassin de Georges Franju : Henri
- 1961 : Le cave se rebiffe de Gilles Grangier : l'inspecteur de police Martin
- 1961 : Léon Morin, prêtre de Jean-Pierre Melville : Gunther
- 1961 : Le Monocle noir de Georges Lautner : Heinrich
- 1962 : Le Monte-charge de Marcel Bluwal : le policier chez la vendeuse
- 1962 : La Loi des hommes de Charles Gérard: le patron des Fourgons Blindés
- 1963 : À couteaux tirés de Charles Gérard : Ludwig Hermann
- 1964 : Le Train (The Train) de John Frankenheimer : un caporal
- 1964 : Allez France ! de Robert Dhéry : l'ami de Patricia
- 1965 : L'Été dernier de Pierre Acot-Mirande (court-métrage)
- 1965 : Pleins feux sur Stanislas de Jean-Charles Dudrumet: le chauffeur de l'ambulance des "13 colonnes"
- 1966 : Paris brûle-t-il ? de René Clément : un soldat allemand (non crédité)
- 1966 : La Nuit des généraux (The Night of the Generals) d'Anatole Litvak : Von Stauffenberg
- 1968 : Le Pacha de Georges Lautner : Arsène, un complice
- 1968 : La Nuit du lendemain (The Night of the Following Day) d'Hubert Cornfield et Richard Boone : un gendarme
- 1969 : Les Patates de Claude Autant-Lara : Serge
- 1969 : Le Clan des Siciliens d'Henri Verneuil : un inspecteur
- 1971 : La Maison sous les arbres de René Clément : le psychiatre
- 1972 : Chacal de Fred Zinnemann : un gendarme
- 1974 : Guerre et Amour (Love and Death) de Woody Allen : un serveur
- 1975 : Les Loulous de Patrick Cabouat : le père de Ben
- 1976 : Madame Claude de Just Jaeckin : Firmin
- 1977 : Julia de Fred Zinnemann : l'officier au passeport
- 1979 : Un scandale presque parfait (An Almost Perfect Affair) de Michael Ritchie
- 1981 : Condorman de Charles Jarrot
- 1981 : Au-delà de cette limite votre ticket n'est plus valable (Your ticket is no longer valid) de George Kaczender : le réceptionniste de l'hôtel
- 1982 : Enigma de Jeannot Szwarc : le président du tribunal
- 1982 : Cinq Jours, ce printemps-là (Five Days One Summer) de Fred Zinnemann : Brenval
- 1983 : SAS à San Salvador de Raoul Coutard
- 1983 : Les Morfalous d'Henri Verneuil : l'officier du camp de ravitaillement
- 1984 : Le Sang des autres de Claude Chabrol : le major allemand au restaurant
- 1985 : Dangereusement vôtre (A View to a Kill) de John Glen : un actionnaire

### Télévision
- 1958 : Les Cinq Dernières Minutes, épisode D'une pierre deux coups de Claude Loursais : Guy, le neveu de Carnoles
- 1959 : Les Cinq Dernières Minutes, épisode Le Grain de sable de Claude Loursais : Jacques Furiani
- 1960 : Les Cinq Dernières Minutes, épisode Au fil de l'histoire de Claude Loursais : Pierre Tavel
- 1961 : Les Cinq Dernières Minutes, épisode Épreuves à l'appui de Claude Loursais : André Fougeray
- 1962 : L'inspecteur Leclerc enquête, épisode Vengeance de Marcel Bluwal : le chauffeur
- 1967 : Le Chevalier Tempête (feuilleton) de Yannick Andréi : Kleist
- 1968 : Provinces (émission Une île), réalisation de Danid Leconte
- 1969 : Fortune d'Henri Colpi (feuilleton) : Sam Brannan
- 1970 : Noële aux quatre vents (feuilleton), épisode 63, 64, 74 de Henri Colpi
- 1973 : Les Nouvelles Aventures de Vidocq, épisode "Les Bijoux du roi" de Marcel Bluwal
- 1973 :Ton amour et ma jeunesse d'Alain Dhénaud : Paul Fortin
- 1974 : Au théâtre ce soir : La Moitié du plaisir de Steve Passeur, Jean Serge et Robert Chazal, mise en scène Francis Morane, réalisation Georges Folgoas, Théâtre Marigny
- 1977 : D'Artagnan amoureux, mini-série de Yannick Andréi : La Meilleraye
- 1977 : Dossier danger immédiat (Épisode "La Victime choisie") de Claude Barma
- 1978 : Les Cinq Dernières Minutes, épisode La Grande Truanderie de Claude Loursais : M. Gérôme
- 1980 : Arsène Lupin joue et perd, série d’Alexandre Astruc
- 1984 : Hello Einstein de Lazare Iglesis
- 1985 : Châteauvallon, de Serge Friedman, Paul Planchon et Emmanuel Fonlladosa : Adrien Jérôme

## Théâtre
- 1954 : La Condition humaine d'André Malraux, mise en scène Marcelle Tassencourt, Théâtre Hébertot
- 1955 : Pour le meilleur et le pire de Clifford Odets, mise en scène Raymond Rouleau, Théâtre des Mathurins
- 1958 : Cinq hommes et un pain de Hermann Rossmann, mise en scène Raymond Hermantier, Théâtre Hébertot
- 1959 : L'Homme de guerre de François Ponthier, Comédie de Paris
- 1961 : Spéciale Dernière de Ben Hecht et Mac Arthur, mise en scène Pierre Mondy, Théâtre de la Renaissance
- 1963 : Six hommes en question de Frédéric Dard & Robert Hossein, mise en scène Robert Hossein, Théâtre Antoine
- 1966 : Hier à Andersonville d'Alexandre Rivemale, mise en scène Raymond Rouleau, Théâtre de Paris
- 1968 : La Moitié du plaisir de Steve Passeur, Jean Serge & Robert Chazal, mise en scène Robert Hossein, Théâtre Antoine
- 1970 : Hadrien VII de Peter Luke, mise en scène Raymond Rouleau, Théâtre de Paris

## Œuvres littéraires
Tous ses romans, signés sous le pseudonyme de Victor Harter, sont publiés aux éditions du Fleuve noir.

### Dans la collection l'Aventurier

#### SérieTurpin
- Turpin tire la contrepointe, no 108 (1965)
- Turpin se paume dans les psaumes, no 109 (1965)
- Turpin coxe la mafia, no 112 (1965)
- Turpin croque un diamant, no 115 (1966)
- Turpin n'est pas un gentleman, no 117 (1966)
- Le Dongo rend Turpin dingo, no 136 (1968)
- Pas d'esquimau pour Turpin, no 138 (1968)
- Turpin mange kasher, no 140 (1968)
- Le Tour de Rhin de Turpin, no 149 (1969)
- Turpin cliche Paris by night, no 155 (1969)
- Turpin du tac au toc, no 163 (1970)

### Dans la collectionSpécial police
- Les vieux loups bénissent la mort, no 725 (1969), réédition Fleuve noir, coll. « Fleuve Noir double » (1969), réédition Fleuve noir coll. « Polar 50 » no 11 (1988)  (ISBN 2-265-03954-3)
- Choucroute au sang, no 798 (1970)
- Un valet se coupe à cœur, no 852 (1971)
- Un homme légèrement assassiné, no 1211 (1975)

### Dans la collection Feu
- Les bambous sont coupés, no 147 (1970)